# José del Castillo
Pour les articles homonymes, voir José Castillo.
José del Castillo, né le 14 octobre 1737 à Madrid et mort dans la même ville le 5 octobre 1793 , est un peintre et graveur espagnol.

## Biographie
Dès 10 ans, José del Castillo commence à assister à des classes de dessin des classes préparatoires à l'Académie royale des beaux-arts de San Fernando. Avec tant d'application qu'en 1751, le ministre José de Carvajal y Lancaster lui offre une bourse pour étudier à Rome sous la direction de Corrado Giaquinto.

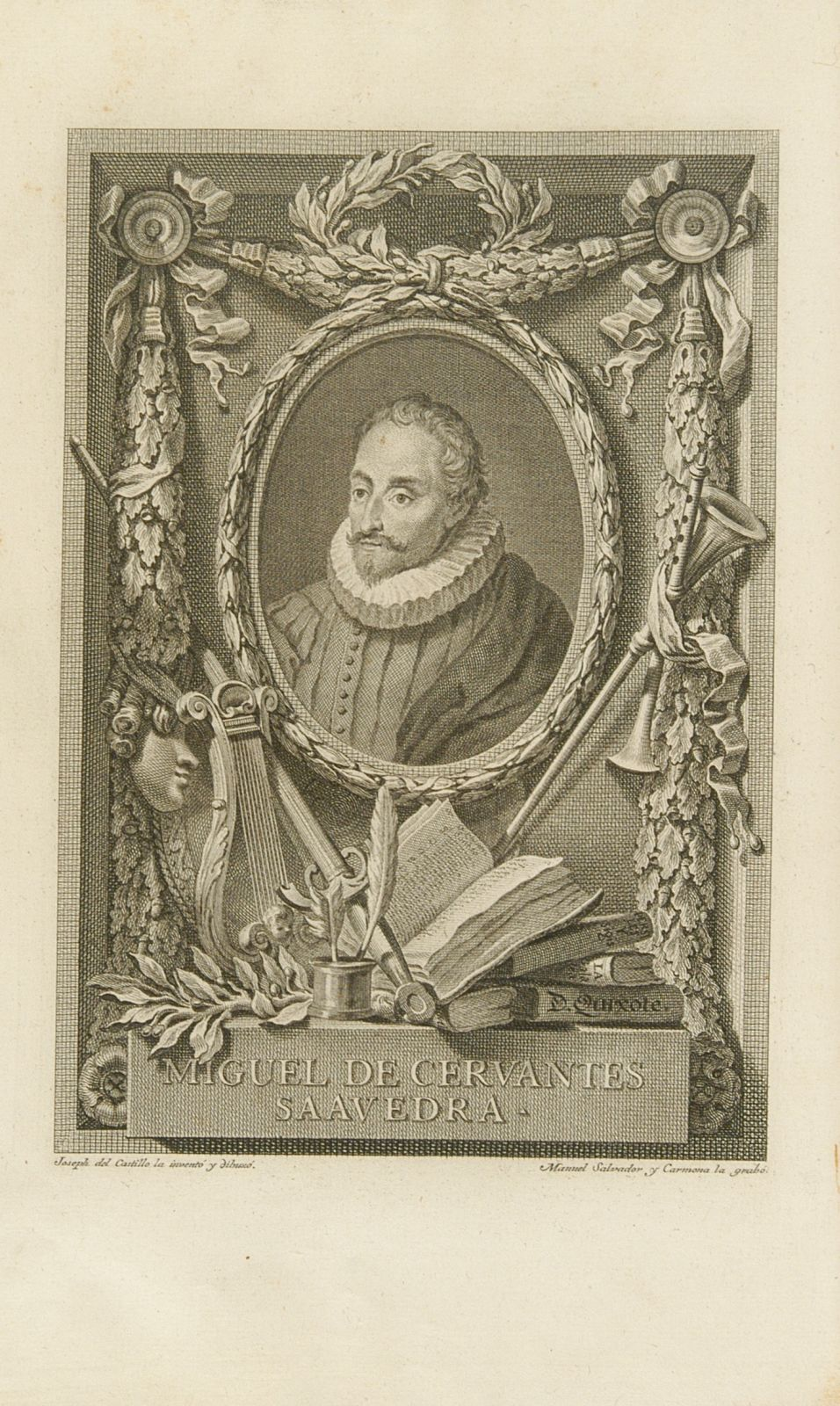
Miguel de Cervantes Saavedra, illustration pour Don Quichotte d'Ibarra, imprimé en 1780, dessinée par José del Castillo et gravée par Manuel Salvador Carmona.

En 1753, le roi Ferdinand VI d'Espagne appelle Giaquinto à Madrid, lequel y va, accompagné de José del Castillo. Del Castillo reprend ses études à l'Académie de San Fernando et gagne la médaille d'or au concours de 1756, ainsi que la bourse officielle à Rome en 1758, où il part, tout jeune marié.
Il coïncide là-bas avec Juan de Villanueva, qui voyage en Italie, puis rentre à Madrid en 1764.
Il travaille alors comme peintre de cartons pour tapisserie à la Fabrique royale de tapisserie. Cela devient sa principale profession, avec quelques incursions dans la peinture religieuse, comme l’Abrazo de Santo Domingo y San Francisco (1783) dans la basilique de Saint-François-le-Grand, ou l'illustration de livres, dont les célèbres dessins réalisés pour l'édition du Don Quichotte d'Ibarra (1780).
Le 6 mars 1785, il est élu Académicien de mérite à l'Académie de San Fernando, mais échoue dans son ambition de devenir Peintre de la Chambre du Roi. Il essaye également de devenir directeur de la Fabrique royale de tapisserie, avec le soutien du comte de Floridablanca, mais Ramón Bayeu, porté en très haute estime à la Cour, s'y oppose. Peu après la mort de celui-ci, il essaye à nouveau, mais sans plus de succès.

## Œuvre
Del Castillo est reconnu pour sa délicatesse, son élégance, ses couleurs agréables et rythmées, son tracé impeccable. Il a été très prolifique, aussi bien en huile sur toile, en gravure qu'en carton.
Il est parfois considéré comme appartenant plus aux courants européens qu'aux espagnols, représentés par Francisco de Goya et les frères Ramón et Francisco Bayeu.
Sont particulièrement remarquables ses cartons pour tapisserie, dont certains sont d'une taille énorme et toujours présents dans le Musée d'histoire de Madrid et musée national du romantisme (es) de Madrid, ainsi qu'au ministère de l'Éducation (où sont notamment conservés El jardín del Buen Retiro, El estanque del Buen Retiro, La pradera de San Isidro). Une collection de peintures est également conservée à l'Académie de San Fernando.
Il réalise en 1784 une gravure sur le thème de la fuite en Égypte copiant un tableau de Luca Giordano qui se trouvait dans le Palais du Buen Retiro.

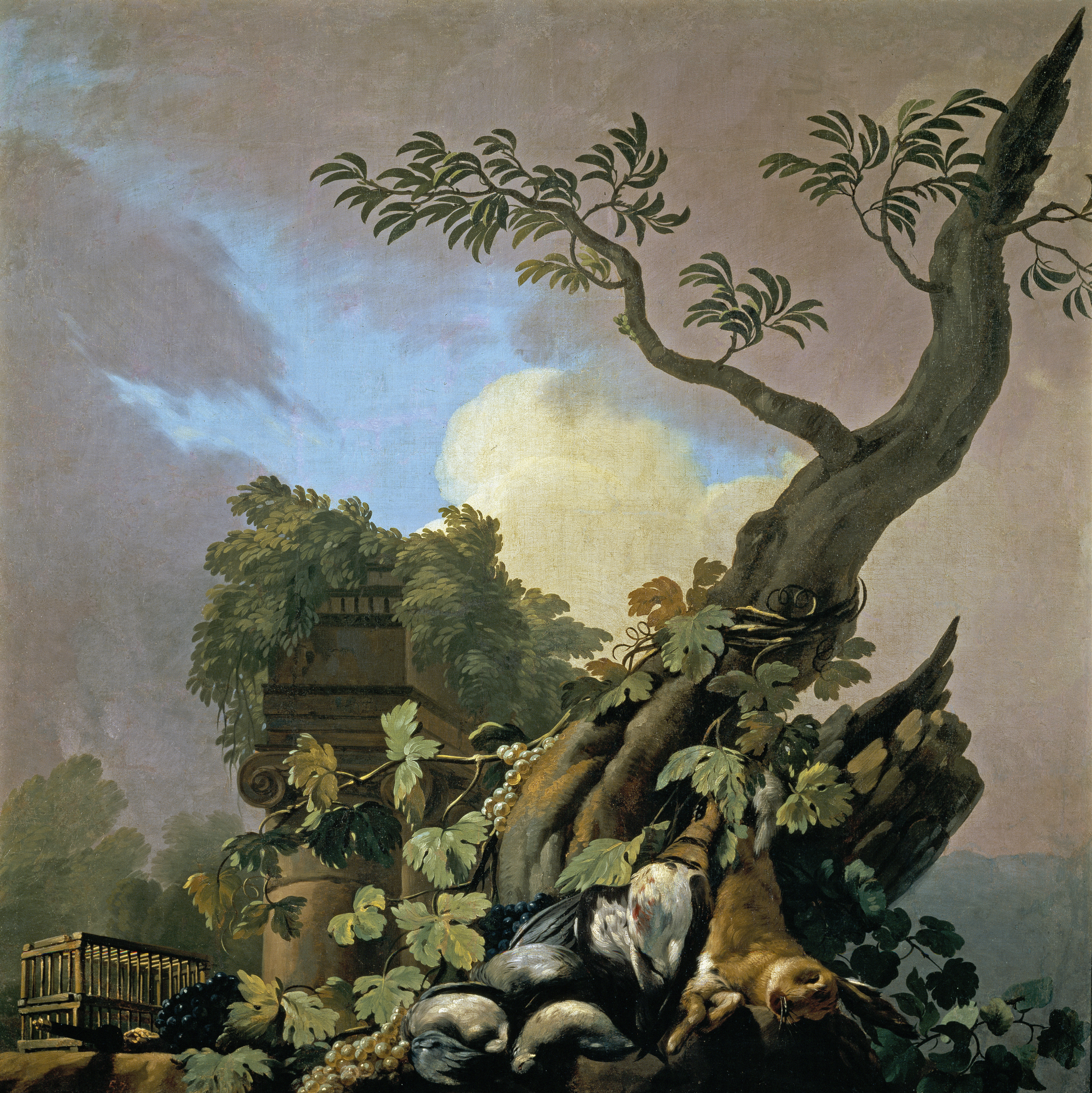
Bodegón de caza, aves y liebre, huile sur toile, 134 × 134 cm (1774).
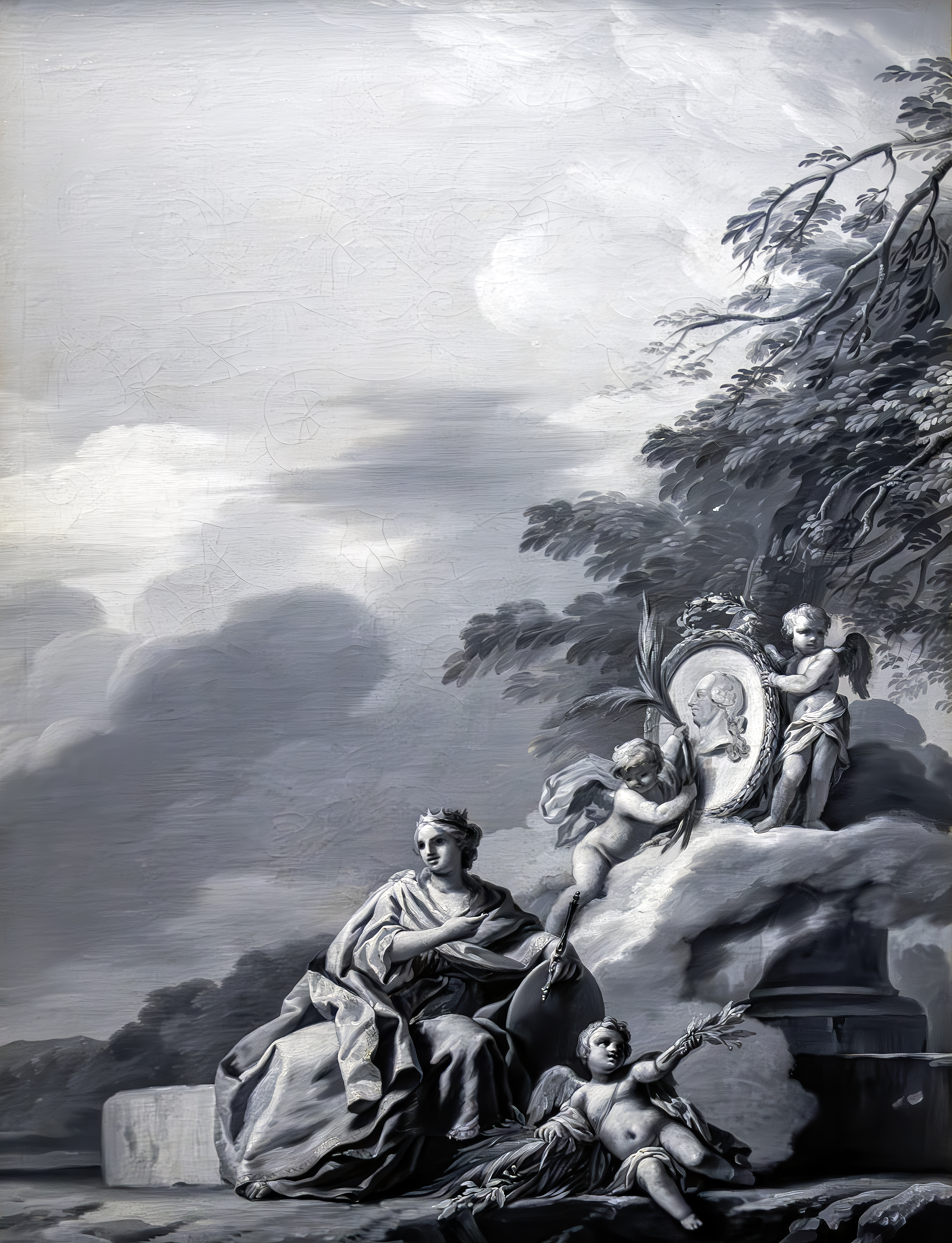
Allégorie du roi Charles III et de la monarchie, huile sur toile, 95 x 73 cm 1775 - Musée Goya